# George Henderson (Militärhistoriker)
George Francis Robert Henderson (* 1854 in Jersey; † 5. März 1903 in Assuan) war ein britischer Offizier und Militärhistoriker, der vor allem für seine Biografie von Thomas Jonathan Jackson bekannt ist.

## Leben
Henderson studierte nach dem Besuch der Leeds Grammar School, wo sein Vater Schuldirektor war, mit einem Stipendium an der Universität Oxford Geschichte. Bald darauf wechselte er an das Militär-College Sandhurst und trat in den Militärdienst ein. 1878 diente er einige Monate in Indien, wo er zum Leutnant befördert wurde, und ging mit seinem Regiment (65./84. York and Lancaster) 1882 nach Ägypten, wo er aktiv an Kämpfen gegen den Urabi Aufstand beteiligt war und mehrfach wegen Tapferkeit ausgezeichnet wurde (Beteiligung in Tell-el-Mahuta und Kassassin, bei Tell-el-Kebir stürmte er als erster seines Regiments die feindlichen Wälle). 1883 wurde er in die Garnison in Bermuda verlegt und 1884 nach Halifax (Nova Scotia), wobei er viele Schlachtfelder des Bürgerkrieges in Virginia besuchte. Er bewarb sich am „Ordnance Office“ in London, um seine militärgeschichtlichen Studien speziell des Bürgerkrieges weiterbetreiben zu können.
1886 erschien anonym („From a Line Officer“) seine erste militärwissenschaftliche Studie über die Schlacht von Fredericksburg im amerikanischen Bürgerkrieg, bei dem der Unions-General Burnside mit seinem sinnlosen Frontalangriff auf die überlegen positionierten Konföderierten ein völliges Fiasko anrichtete. Diese Studie errang die Aufmerksamkeit des Sandhurst-Professors Maurice und die seines alten Oberbefehlshabers in Ägypten Lord Wolseley, der Jackson und Lee noch aus dem Bürgerkrieg kannte. 1886 wurde er – zum Hauptmann befördert – dank der Empfehlung von Wolseley Lehrer in Sandhurst, zunächst am Kadetten-College, danach 1892–1899 wurde er als Professor für Militärgeschichte und Strategie („military arts“) am „Staff College“ (Schule für Stabsoffiziere) Nachfolger von Oberst Frederick Maurice und prägte in dieser Funktion viele Offiziersjahrgänge. Er schrieb Bücher über die Schlacht von Spichern im 1870er Krieg (das Buch brachte ihm die Nachfolge von Maurice ein) und publizierte 1898 nach 8 Jahren Vorbereitung sein „magnum opus“, die Studie des US-Konföderierten Generals „Stonewall“ Jackson („Stonewall Jackson and the american civil war“, 2 Bde.), einer detaillierten taktischen Analyse von Jacksons Feldzügen, bei der Henderson sein Studium der Napoleonischen Kriege und des 1870er Krieges einfließen lässt. Das Werk über seinen „Professoren Kollegen“ Jackson geht auch auf umstrittene Punkte in dessen Biographie ein, konzentriert sich aber vor allem auf militärische Aspekte. Er befragte dabei zahlreiche Zeitzeugen. Angesichts der Tatsache, dass von Jackson selbst wenig überliefert ist, gilt Hendersons Biographie nach wie vor als die Quelle für die militärische Beurteilung Jacksons. Hinzu kommt, dass sie in einem sehr lebendigen Stil verfasst ist.
Im Zweiten Burenkrieg diente Henderson im Stab von Feldmarschall Roberts als Leiter der Aufklärung, zuletzt als Oberst. Überarbeitung und Malaria zwangen ihn dazu, nach England zurückzukehren, wo er den Auftrag erhielt, die offizielle Geschichte dieses Krieges zu schreiben. Er versuchte seine Gesundheit durch einen Aufenthalt in Ägypten wiederherzustellen, wo er in Assuan 1903 starb.
Er hinterließ die Geschichte des Burenkrieges unvollendet. Die offiziellen Stellen veröffentlichten den ersten fertigen Band, der mit der Eröffnung der Feindseligkeiten endet, aber nicht und gaben das Werk neu in Auftrag (es wurde dann von Maurice geschrieben). Verschiedene Vorlesungen und Arbeiten von Henderson wurden 1905 als „The science of war“ herausgegeben, dort findet sich auch eine Biographie Hendersons von Feldmarschall Roberts. Henderson arbeitete auch an einer Geschichte des amerikanischen Bürgerkriegs, die in Ausschnitten posthum von Jay Luvaas herausgegeben wurde: „The civil war – a soldiers view“, Chicago 1958.
Zu seinen Schülern am Staff College gehört auch der Militärhistoriker James Edward Edmonds, der Herausgeber der offiziellen britischen Militärgeschichte des Ersten Weltkriegs und ebenfalls Autor eines Buchs über den Amerikanischen Bürgerkrieg.

## Zitate
Yet the plain truth is that strategy is not only the determining factor in civilised warfare, but that, in order to apply its principles, the soundest common-sense must be most carefully trained. Of all the sciences connected with war it is the most difficult.
(dt.: Aber die nackte Wahrheit ist, dass Strategie nicht nur der bestimmende Faktor in der Kriegführung regulärer Armeen ist, sondern dass bei Anwendung ihrer Prinzipien der gesunde Menschenverstand sorgfältig geschult werden muss. Von allen Kriegs-Wissenschaften ist sie die schwierigste.)
(Henderson „Stonewall Jackson“, Vorwort, auf das häufig verkürzt wiedergegebene Zitat von Moltke eingehend, Strategie sei nichts anderes als gesunder Menschenverstand)
But strategy, unfortunately, is an unpopular science, even among soldiers, requiring both in practice and in demonstration constant and careful study of the map, the closest computation of time and space, a grasp of many factors, and the strictest attention to the various steps in the problems it presents. At the same time, it is a science which repays the student, although he may have no direct concern with military affairs; for not only will a comprehension of its immutable principles add a new interest to the records of stirring times and great achievements, but it will make him a more useful citizen.
(Henderson „Stonewall Jackson“, Vorwort)
(dt.: Aber Strategie ist unglücklicherweise eine unpopuläre Wissenschaft, selbst unter Soldaten, denn sie verlangt in der Praxis wie in der Lehre ständiges sorgfältiges Studium der Karten, genaueste Berechnung von Zeit und Ort, die Beherrschung vieler Faktoren und das sorgfältigste Bemühen um die verschiedenen Zwischenstufen des gestellten Problems. Gleichzeitig ist sie eine Wissenschaft, die ihrem Studenten viel zurückgibt, auch wenn er keine direkte Berührung mit militärischen Dingen hat. Denn das Begreifen ihrer unwandelbaren Prinzipien fügt nicht nur der Betrachtung der Aufzeichnungen turbulenter Zeiten und großer Errungenschaften neue Gesichtspunkte hinzu, sondern wird ihn auch zu einem nützlicheren Bürger machen.)

## Werke
- The battle of Spicheren, August 6th 1870, and the events that preceded it – a study in practical tactics. 1891 (Gale and Poldens military series)
- The campaign of Fredericksburg, Nov.-Dec.1862, a tactical study for officers. 3.ed. 1891 (Gale and Poldens military series)
- The civil war – a soldiers view. A collection of civil war writings. Jay Luvaas ed. Univ.of Chicago press 1958
  - neue Auflage The Civil War / in the writings of Col. G.F.R. Henderson. Da Capo 1996
- The science of war – a collection of essays and lectures 1891–1903. Longmans 1906, 1908 (mit einem Nachruf von Feldmarschall Roberts)
- Stonewall Jackson and the american civil war. 2 Bände. New York / London 1898, mehrere reprints, zuletzt Harper-Collins 1988
- Einleitung zur Übersetzung von Graf Adalbert Sternberg My experiences of the boer war. London 1901